# Spomenik Nikolaju I., Sankt Peterburg
Spomenik Nikolaja I. (rusko: Памятник Николаю I) je bronast konjeniški spomenik Nikolaja I. Ruskega na Trgu svetega Izaka (pred stolnico svetega Izaka) v Sankt Peterburgu, Rusija. Ustvaril ga je francoski kipar Auguste de Montferrand in razkril 7. julija (25. junija po julijanskem koledarju) 1859. Šestmetrski kip je v času nastanka veljal za tehnično čudo. Obstaja le nekaj bronastih kipov z le dvema opornima točkama (zadnja kopita konja) . Drug primer je konjeniški kip iz leta 1852, ameriškega predsednika Andrewa Jacksona.
Spomenik ima posebno lepo silhueto, hkrati pa se ponaša s kompleksno kompozicijo. Postavitev na enem najlepših in zgodovinskih trgov v mestu in velika medsebojna povezanost spomenika in trga je še posebej močna in daje vtis enotne in popolne zasedbe.

## Pregled
Neobaročni spomenik ruskega vladarja Nikolaja I. je zasnoval francoski arhitekt Auguste Ricard de Montferrand leta 1856. Ko je načrtoval Trg svetega Izaka, sta bila s celovito arhitekturno podobo že končana Dvorni trg (leta 1843) in Senatni trg (leta 1849). Na teh trgih sta stala spomenika cesarjev Petra I. in Aleksandra I. Po tradiciji je de Montferrand na novem prostoru postavil spomenik in združil zgradbe različnih arhitekturnih slogov, ki so že bile tam.
Na osebno prošnjo njegovega naslednika Aleksandra II. je bil Nikolaj predstavljen kot galopirajoči vitez »v vojaški obleki, v kateri je bil pokojni car najbolj veličasten«. Okoli baze so alegorični kipi po vzoru hčera Nikolaja I. in poosebljajo vrline. Kip je obrnjen proti stolnici svetega Izaka, s konjsko zadnjo stranjo pa je obrnjen proti Mariinski palači Nikolajeve hčerke, velike vojvodinje Marije Nikolajevne Ruske. To naj bi veliki vojvodinji povzročilo veliko nelagodja.
Spomenik prikazuje tudi cesarjeve dejavnosti: Nikolaj I. je bil dolga leta načelnik bližnjega Konnogvardejskega polka. Elementi mestne topografije so združeni z uniformo Konnogvardejskega polka, v katero je cesar oblečen.
Sovjetski zgodovinarji in kritiki so menili, da je »sestavljeno-slogovni« spomenik, ker so mislili, da se njegovi elementi ne združujejo v enotno sestavo:
- Podstavek, reliefi na podstavku in konjeniški kip niso bili podrejeni enotni ideji in so v določeni meri nasprotovali drug drugemu.
- Oblike spomenika so drobile in preobremenile drobne podrobnosti, kompozicija pa je bila dovršeno in pretirano dekorativna.

Vseeno je bilo mnenje, da obstajajo tudi pozitivni vidiki kompozicije:
- Sestava je ustrezala zastavljenemu namenu in dopolnila ostale spomenike na okoliških trgih ter ji dala popolnost in celovitost.
- Spomenik so profesionalno izdelali strokovnjaki, umetniška vrednost njegovih elementov pa je nedvomna.

### Legende, povezane s kipom
Sodobniki so opazili, da je bil Peter Veliki idol Nikolaja I., ki je skušal posnemati svojega slavnega prednika.
Balerini Matildi Kšesinski (1872–1971), ki je bila favoritinja Nikolaja II., je bila Mariinska palača ponujena kot prebivališče. Odklonila je, z odgovorom, da sta se že dva cesarja odvrnila od nesrečne stavbe in Nikolaj ni želel biti tretji, ki bi se jima pridružil. Kšesinska je s sklicevanjem na 'dva cesarja' mislila kipa Bronastega konjenika in spomenik Nikolaja I. Kasneje so se podobne govorice začele pripisovati veliki vojvodinji Mariji Nikolajevni Ruski. Vendar je ta legenda vprašljiva, ker je Marija aktivno sodelovala pri delu na spomeniku .
Sodobniki so opazili, da je ta spomenik poravnan s kipom Bronastega konjenika in je skoraj identično oddaljen od stolnice svetega Izaka. Ta jukstapozicija je ustvarila številne šale tipa »Kolja dohiteva Petjo, toda Izak se vmeša!« (rusko Коля Петю догоняет, да Исакий мешает!
Obstaja tudi mestna legenda, ki trdi, da so dan po odkritju spomenika na nogi konja našli leseno tablico, na kateri je bilo napisano: »ne boš dohitel!«. Na podlagi te legende je v 19. stoletju v Sankt Peterburgu  obstajal pregovor: »Budala pametnih dohiti, toda spomenik mu to preprečuje!" (rusko Дурак умного догоняет, но памятник ему мешает!
V sovjetski dobi je obstajala legenda o edinstvenosti zasnove spomenika, da je bila njegova porazdelitev obremenitve na os izvedena s svinčeno kroglo. Ko pa je bil spomenik obnovljen v 80. letih dvajsetega stoletja, v njem ni bilo nobenega sledu o svinčeni krogli.

## Postavitev spomenika
V prvi obletnici smrti cesarja Nikolaja I. (februarja 1856) je cesar Aleksander II. objavil najvišji ukaz o začetku oblikovanja spomenika. Arhitekt Monferran je prejel naročilo za predstavitev »zamisli o spomeniku Nikolaju I.« (rusko: соображения о памятнике Николаю I). Maja 1856 je bil Monferranov projekt potrjen in junija je bilo določeno mesto postavitve spomenika: »nasproti Mariinske palače, obrnjen proti stolnici sv. Izaka« (rusko: напротив Мариинского дворца, лицом к Исаакиевскому собору).

### Figura konja
Pri ustvarjanju spomenika so uporabili več različnih skulptur. Velik model konja, na katerem sedi Nikolaj I., je bil naročen pri carjevem najljubšem kiparju Petru Klodtu. Začetna skica, ki jo je ustvaril, je predstavljala konjenika na lahko stoječi drži. Avtor je z mimikrijo in kretnjami načrtoval, da bi odražal cesarjev značaj, vendar je Monferran to različico zavrnil iz razloga, ker ni mogla služiti glavnemu namenu združevanja prostorskih ansamblov.
Klodt je ustvaril novo skico, v kateri je predstavljal konja v gibanju, naslonjen le na zadnji par nog. Za utelešenje te skice je kipar natančno izračunal težo vseh figur, ki bi stale, naslonjene le na dve točki opore. Po Monferranovi risbi je kipar Robert Salemann izdelal model spomenika v 1/8 polne velikosti z vsemi arhitekturnimi deli in okraski (rusko в 1/8 натуральной величины со всеми архитектурными частями и украшениями). To varianto sta arhitekt in cesar sprejela, utelešena je v bronu; ta model je ostal in je v muzeju mestnih skulptur.

### Podstavek
Na podstavku so v visokem reliefu prizori posvečeni ključnim epizodam tridesetletne vladavine Nikolaja I:
14. decembra 1825na reliefu spredaj se mladi cesar 26. decembra odpravi na območje zatrtja dekabristične vstaje. Avtor je kipar Ramazanov, visoki relief pa odlit v mojstrski akademiji umetnosti pod vodstvom Petra Klodta.
14. februarja 1831Levi stranski relief predstavlja Nikolaja I., ko je 14. februarja 1831 prispel na trg Sennaya in ustavil nemire kolere. Avtor je kipar Ramazanov, visoki relief pa odlit v mojstrski akademiji umetnosti pod vodstvom Petra Klodta. Relief vsebuje nekaj zgodovinskih napak:
- cesar ni zatrl kolerskega upora, prišel je že po prenehanju akcije oblasti.
- Določeni dogodki so se zgodili ne 14. februarja, temveč 22. junija 1831.

Najverjetneje je ta napaka prvič priznana v delu markiza de Custine La Russie en 1839 , v katerem zmede kolerski upor iz leta 1831 do epizode iz leta 1825 (dekabristični upor). Ruski raziskovalec Nikolaj Šilder je to napako določil v svojih delih.
20. januarja 1833Predstavlja odlikovanje Mihaila Speranskega, ki je leta 1832 zbral in objavil Kodeks zakonov Ruskega imperija: cesar odstrani s sebe trak z redom svetega Andreja. Novo delo je bil v času vladanja Nikolaja I. januarja 1835 uvedeno s pomočjo Speranskega, in je pomenil mejnik v ruski pravni zgodovini. Datum določa, da je bil podpisan odlok o priznanju. Avtor je kipar Salemann, Visoki relief je mojstrsko izdelan v galvanski delavnici Maksimilijana, vojvode Leuchtenberškega.
13. novembra 1851Carjeva otvoritev Verebinskega mostu na Nikolaevski železnici med Peterburgom in Moskvo na prvem potovanju na tej progi. Avtor je kipar Ramazanov, visoki relief je mojstrsko izdelan v galvanski delavnici Maksimilijana, vojvode Leuchtenberškega.
Na vogalih podstavka so alegorične figure Pravice, Sile, Modrosti in Prepričanja, katerih glave so podobne carici Aleksandri Feodorovni in njenim hčeram: veliki vojvodini Aleksandri, Mariji in Olgi. Med prvima dvema kipoma je bronast pozlačen državni grb, pod katerim je napis: »Nikolaju I. - ruskemu carju. 1859«.
Podstavek spomenika eliptične oblike sta oblikovala ruska mojstra Nikolaj Ramazanov in Robert Salemann. Salemann je na podstavku narisal tudi štiri alegorične ženske figure, kovinske dodatke in okraske. Podstavek stoji na kratki ploščadi iz rdečega finskega granita s tremi stopnicami. Spodnji del podstavka je iz temno sivega granita in rdečega porfirja. Srednji del, izrezan iz bloka rdečega finskega granita, je okrašen z bronastimi reliefi. Zgornji del podstavka je izdelan iz rdečega porfirja. Podstavek konjskega kipa je iz belega italijanskega marmorja.
Za označitev podstavka kipa so dodali talne svetilke, izdelane so po Monferranovem načrtu, projekt je izvedel arhitekt Robert Veigelt. Leta 1860 je spomeniško kompozicijo dokončala bronasta ograja iz dvajsetih povezav. Projekt rešetke pripada arhitektu Ludvigu Bonstedtu. Vsi ti elementi so bili izdelani v galvanski delavnici Maksimilijana, vojvode Leuchtenberškega. 

## Varnost in obnova
Tehnična dovršenost spomenika je bila navedena kot razlog, da je ta kip - edini iz skupine skulptur na prostem, ki predstavljajo ruske monarhe iz 19. stoletja - preživel sovjetsko obdobje skoraj nedotaknjen. Vendar je bila bronasta ograja okoli spomenika, ki je bila prvič postavljen leta 1860, leta 1940 razstavljena. Med drugo svetovno vojno je bil spomenik obdan z deskami in tak zaboj napolnjen z vrečami peska.
Državni muzej mestnih skulptur je v letih 1987–1988 spomenik v celoti obnovil. Restavratorji so odprli loputo na konjskem trupu, pregledali stanje notranjega okostja in se lotili zapletene tehnične ocene strokovnjakov, vključno s pregledom z gama-žarki nog konja. Izdelani so bili izgubljeni fragmenti, narejeni so bili vložki iz brona, granita in marmorja. Izdelana je bila pozlata napisov na galvanski način.
V letih 1991–1992 so restavratorji z uporabo vzorca ohranjene povezave naredili novo ograjo. Dela je izvedla tovarna Monumentskulptura.
Leta 2009 je Državni muzej mestnih skulptur opravil pregled podstavka kipa. Julija Loginova je vodila vzdrževanje spomenika in nadzirala dela.